# Ronald Hikspoors
Ronald Hikspoors (Geldrop, 27 april 1988) is een Nederlands voormalig voetballer die doorgaans speelde als spits. Tussen 2008 en 2019 kwam hij uit voor Helmond Sport, Deurne, FK Varnsdorf, MVV Maastricht, Sarawak FA, PSM Makassar en opnieuw Sarawak FA.

## Clubcarrière
Hikspoors speelde in de jeugd van NWC en stapte later over naar PSV. In Eindhoven doorliep hij de jeugd vanaf de D1 en hij stroomde door tot Jong PSV. In 2008 mocht hij PSV verlaten en tekende hij bij Helmond Sport, waar hij op 12 december 2008 debuteerde op bezoek bij AGOVV Apeldoorn, waar met 1–0 verloren werd. Hikspoors viel in de tweede helft in voor Bruno David Roma. Na twee jaar bij de amateurs van Deurne gespeeld te hebben, tekende de aanvaller in 2011 bij FK Varnsdorf, waar hij in twee jaar 39 wedstrijden speelde. In de zomer van 2014 streek hij op amateurbasis neer bij MVV Maastricht. Hikspoors debuteerde op 15 augustus, toen thuis met 2–1 werd gewonnen van Jong PSV en hij het gehele duel als basisspeler mee mocht spelen. In december 2014 vertrok hij naar Sarawak FA in Maleisië waar hij een jaar eerder al op proef geweest was. Na anderhalf jaar verkaste Hikspoors naar Indonesië, waar hij ging spelen voor Makassar. De spits verliet Makassar na een half jaar weer vanwege een blessure. In de voorbereiding op het seizoen 2018 traint hij wederom bij PSM Makassar. Begin 2019 keerde hij terug bij Sarawak, maar nadat hij de eerste wedstrijd van het seizoen moest missen vanwege een blessure werd hij begin februari vervangen en toegevoegd aan de technische staf.